# Roger de Lageneste
Roger de Lageneste est un pilote de Rallye automobile français né le 30 décembre 1929 à Genève (Suisse) et mort le 14 octobre 2017 à Genthod (Suisse).

## Biographie
Neveu de Jean-Pierre Peugeot, il débute en course en 1956 au volant d'une Peugeot 203; il se distingue rapidement dans les longues épreuves telles le Marathon de la route ou la Coupe des Alpes. L'année suivante, il court sur Alfa Romeo et remporte (officiellement à titre de navigateur de Michel Nicol) le Tour de Corse. 
En 1960, il est sacré champion de France des rallyes, sur Alfa Romeo. 
Devenu ensuite pilote officiel Abarth puis Alpine, il conquiert un second titre national en 1964, en catégorie Sport. 
Il compte également six participation aux 24 Heures du Mans, entre 1959 à 1967.

## Titres
| Saison | Titre                                     | Voiture                                           |
| ------ | ----------------------------------------- | ------------------------------------------------- |
| 1960   | Champion de France des rallyes - Tourisme | Alfa Romeo Giulietta TI & Alfa Romeo Giulietta SZ |
| 1964   | Champion de France - Sport et prototypes  | Alpine-Renault                                    |

## Principales victoires
| Saison | Rallye                       | Copilote          | Voiture                 |
| ------ | ---------------------------- | ----------------- | ----------------------- |
| 1957   | Critérium des Cévennes       | Mme Tardieu       | Peugeot 203 prototype   |
| 1957   | Tour de Corse *              | Michel Nicol      | Alfa Romeo Giulietta SV |
| 1959   | Rallye Paris - Île-de-France | Renée Wagner      | Peugeot 403 Spéciale    |
| 1960   | Rallye de Genève             | Henri Greder      | Alfa Romeo Giulietta    |
| 1960   | Coupe des Alpes - GT         | Henri Greder      | Alfa Romeo Giulietta SZ |
| 1960   | Rallye Pétrole-Provence      | Henri Greder      | Alfa Romeo Giulietta SZ |
| 1964   | Rallye du Maine              | Carl du Genestoux | Abarth 2000             |
| 1964   | Rallye de l'ACO              | Carl du Genestoux | Abarth 2000             |

* Officiellement, Roger de Lageneste n'est pas vainqueur du Tour de Corse 1957 en tant que pilote, mais en tant que navigateur : bien qu'ayant piloté d'un bout à l'autre de l'épreuve, il est inscrit au palmarès au titre de copilote de Michel Nicol.
Il remporte également la Coupe des Alpes en 1958, cette fois comme copilote de Bernard Consten sur Alfa Romeo Giulietta.

## Participations aux 24 Heures du Mans
| Année | Équipe                         | Voiture                    | Coéquipier        | Classement                                     | Cause d'abandon |
| ----- | ------------------------------ | -------------------------- | ----------------- | ---------------------------------------------- | --------------- |
| 1959  | Automobili Stanguellini        | Stanguellini 750 Sport BA  | Paul Guiraud      | n.c.                                           |                 |
| 1962  | Abarth Corse & Cie             | Abarth-Simca 1300 Bialbero | Jean Rolland      | ab.                                            | allumage        |
| 1964  | Société des Automobiles Alpine | Alpine M64                 | Henry Morrogh     | 17e (1er du classement à l'indice énergétique) |                 |
| 1965  | Société des Automobiles Alpine | Alpine M65                 | Jacques Cheinisse | ab.                                            | allumage        |
| 1966  | Écurie Savin Calberson         | Alpine A210                | Jacques Cheinisse | 11e (1er du classement à l'indice énergétique) |                 |
| 1967  | Écurie Savin Calberson         | Alpine A210                | Jacques Cheinisse | 12e                                            |                 |

## Autres courses d'endurance
- 3e des 1 000 kilomètres du Nürburgring en 1962 avec Henri Oreiller (sur Ferrari 250 GT SWB)[8].
- 1° des  500 kilomètres du Nürburgring en 1967 (sur Alpine A210 1500)

## Records du monde

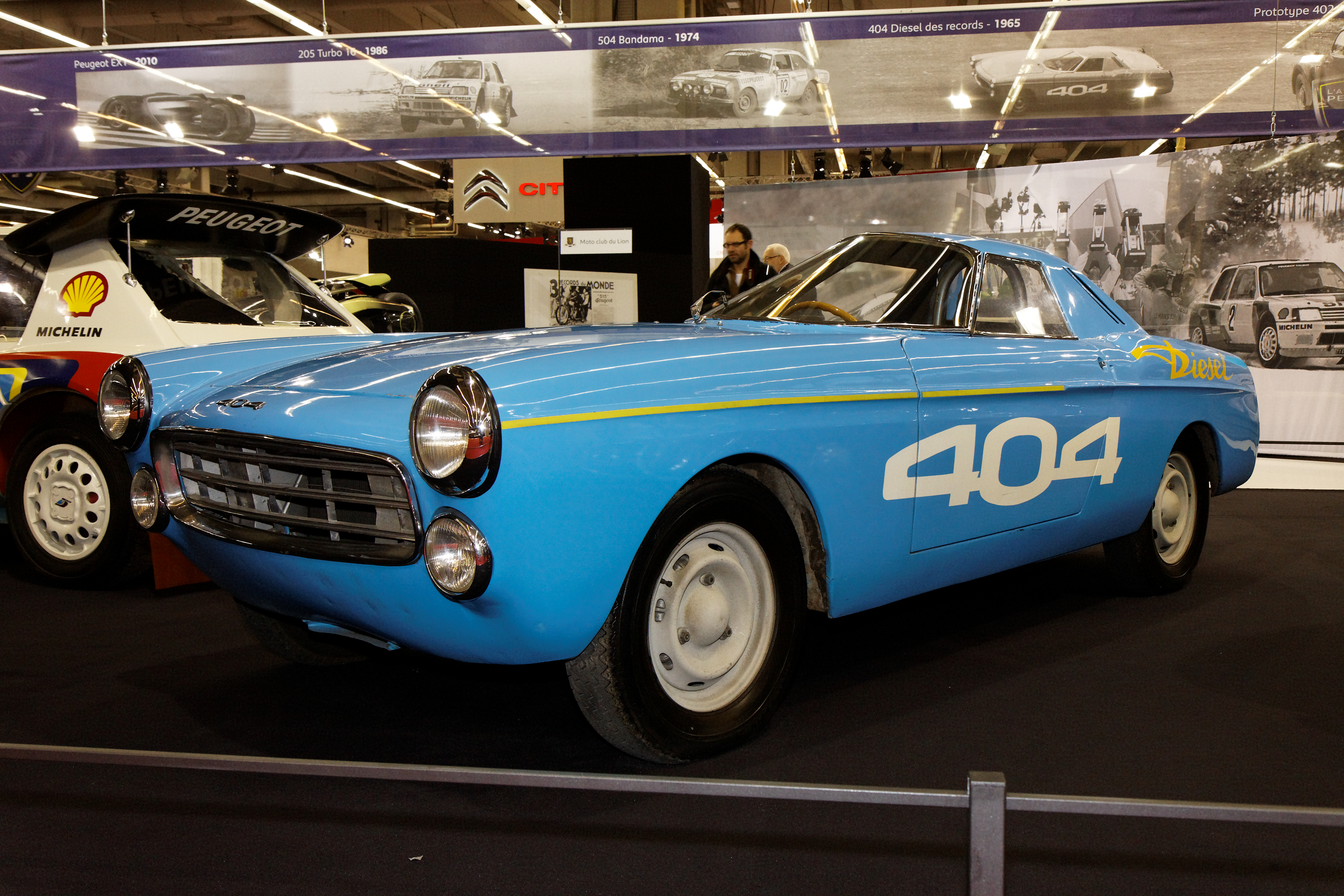
Le Coupé 404 des records de juin et juillet 1965, ici exposé au salon Rétromobile de Paris, sinon au Musée Peugeot de Sochaux (exemplaire unique).

Records réalisés entre le 11 et le 14 juin 1965 en catégorie A3 Groupe 3, à l'autodrome de Linas-Montlhéry, sur coupé monoplace Peugeot 404 à moteur Diesel de série Indenor XD 88 2 litres (de classe 7, équipant également les berlines familiales de la game), avec C. Besnardière, J. Gérard, Du Ginestoux et C. Techkemian pour treize records mondiaux :
- 100 kilomètres à 161,224 km/h de moyenne ;
- 100 miles à 161,932 km/h ;
- 500 kilomètres à 159,518 km/h ;
- 500 miles à 160,967 km/h ;
- 1 000 kilomètres à 161,079 km/h ;
- 1 000 miles à 161,707 km/h ;
- 5 000 kilomètres à 161,626 km/h ;
- 5 000 miles à 161,385 km/h ;
- 10 000 kilomètres à 173,714 km/h ;
- 1 Heure à 161,932 km/h ;
- 6 Heures à 160,967 km/h ;
- 12 Heures à 161,723 km/h ;
- 24 Heures à 161,755 km/h.